# 尼崎港駅
尼崎港駅（あまがさきこうえき）は、兵庫県尼崎市南城内に存在した駅（廃駅）である。日本国有鉄道福知山線の支線（通称 尼崎港線）の終着駅であった。

## 概要
1891年（明治24年）に、川辺馬車鉄道の起点駅として開設されたのが始まり。尼崎城の南浜・四角堀跡・西三之丸にまたがって設置された。1898年（明治31年）に後身の摂津鉄道を合併した阪鶴鉄道が塚口駅から東海道本線神崎駅（現在の尼崎駅）への乗り入れを始めると、塚口駅 - 当駅間は盲腸線の支線と化した。桜井神社の前にあった四角堀を埋めて新駅とした。1970年代には貨物列車は1日数往復、旅客列車は1日2往復の停車となっていた。
1981年（昭和56年）に支線の旅客営業が廃止された後も貨物駅として存続したが、1984年（昭和59年）2月1日のダイヤ改正で貨物営業も廃止され、廃駅となった。
駅自体は貨物の側線が多くあり広々としていたが、旅客のプラットホームは1本あるのみであった。駅舎もいかにも貨物の取扱所といった趣で、常備券が存在せず乗車券は全て手書きで発行していた。
当駅の主要業務であった貨物取扱は、周辺工場への3つの専用線を発着するものを取り扱っていた。分岐する専用線は、庄下川を渡り駅南側へ続いていた住友金属工業（現・日本製鉄）特殊管事業所へ続くもの、庄下川北岸に沿って旭硝子関西工場へ続くもの、その途中から分岐し日本硝子尼崎工場へ続くものがあった。
駅跡地は阪神高速3号神戸線尼崎パーキングエリア（元尼崎集約料金所）の南側にあり、現在は「南城内緑地」という公園となっており、尼崎港駅だったという記念碑や案内板はない。また、阪神高速高架下部分は倉田運送尼崎営業所の作業スペースとなっており、照明の柱などにその面影を残している。
駅名標については、旧国鉄に採用され初めての配属先が当駅であったというJR西日本社員の男性が駅廃止時に持ち帰り、自宅の敷地内で保存している。

## 歴史
- 1891年（明治24年）7月：川辺馬車鉄道の尼崎停車場として開業。
- 1893年（明治26年）12月12日：摂津鉄道の尼ヶ崎駅となる[4]。
- 1897年（明治30年）2月16日：摂津鉄道が阪鶴鉄道に合併。
- 1898年（明治31年）6月8日：塚口駅 - 神崎駅間が開業。当駅は支線となる。
- 1901年（明治34年）：当駅 - 塚口駅間が東海道本線との立体交差化工事により休止。当駅も休止[4]。
- 1905年（明治38年）7月3日：立体交差化完成により貨物営業を再開[4]。
- 1907年（明治40年）8月1日：阪鶴鉄道が国有化され、国有鉄道の駅になる[2]。
- 1911年（明治44年）9月6日：旅客営業を再開[5]。
- 1949年（昭和24年）1月1日：尼崎港駅に改称（同時に、神崎駅が尼崎駅と改称された）[1]。
- 1981年（昭和56年）4月1日：旅客営業を廃止[4]。
- 1984年（昭和59年）2月1日：残る貨物営業も廃止になり、廃駅となる[4]。

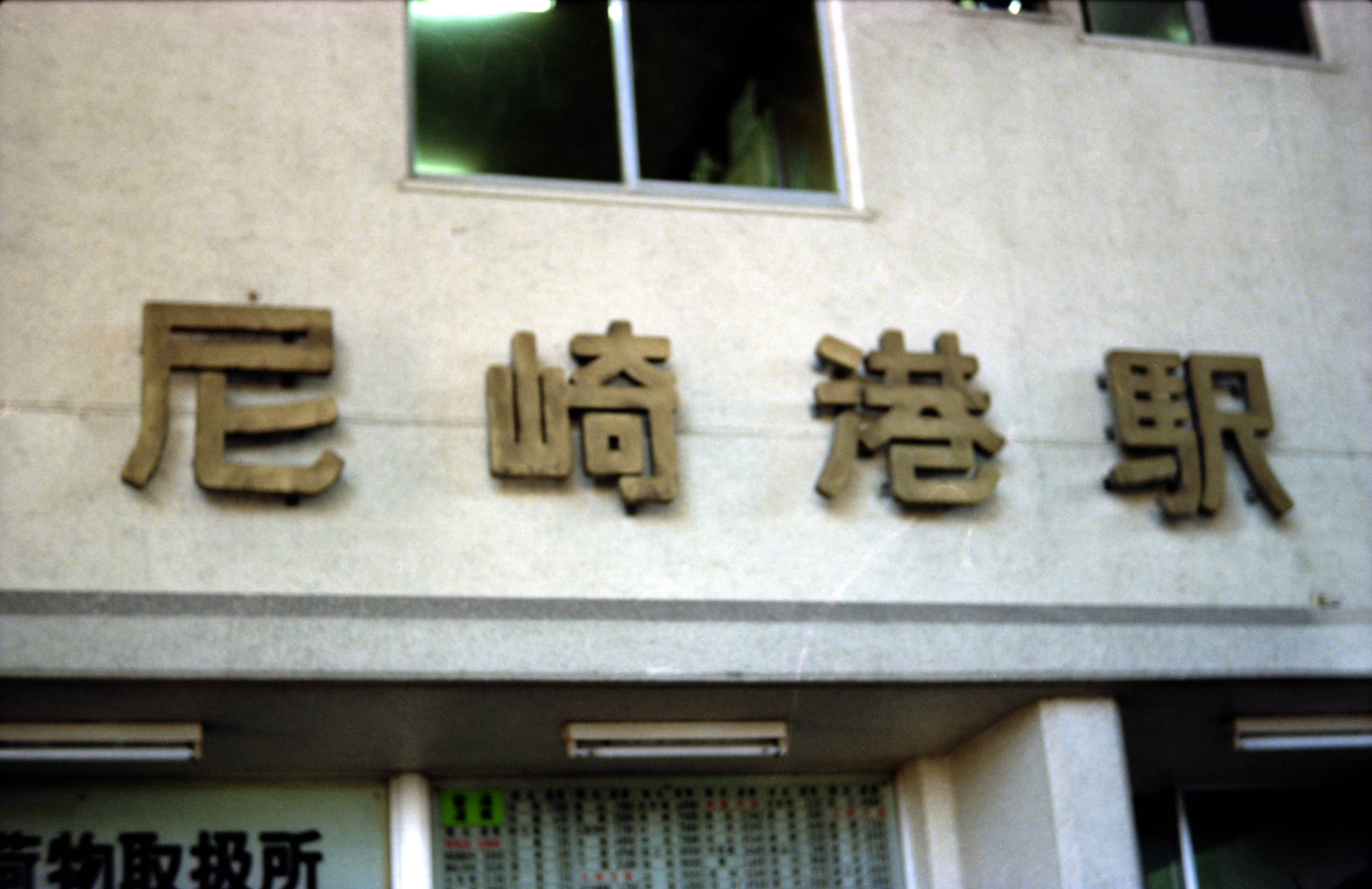
駅正面（1981年4月？）
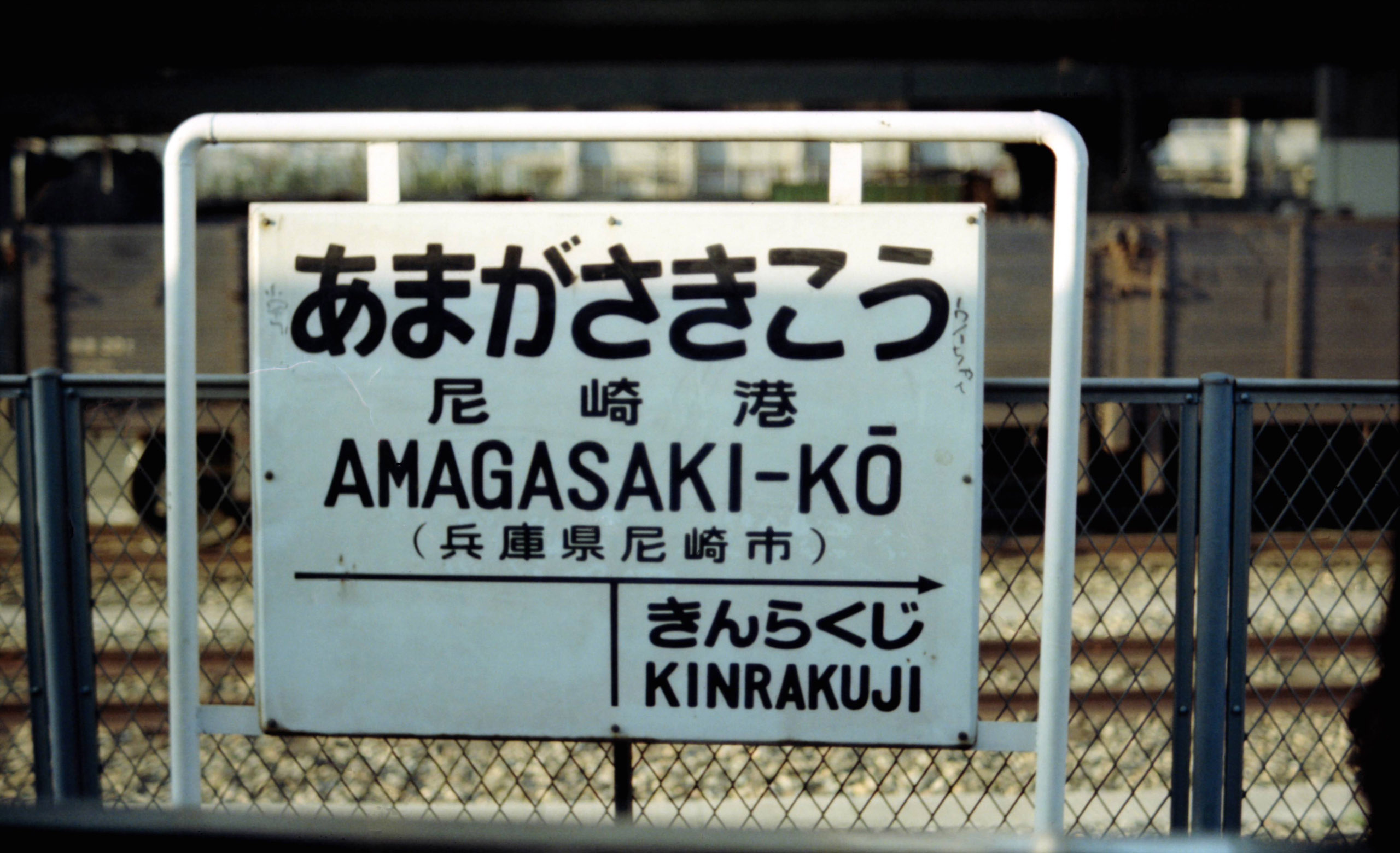
駅名標（1981年4月？）

## 駅周辺
- 尼崎市立明城小学校
- 尼崎城址
- 尼崎南警察署御茶屋橋交番
- 阪神高速3号神戸線旧尼崎集約料金所
- 国道43号
- 兵庫県道339号昭和東本町線
- 阪神バス「東本町」停留所

## 隣の駅
日本国有鉄道
福知山線（支線）
金楽寺駅 - 尼崎港駅